# ケナー (ルイジアナ州)

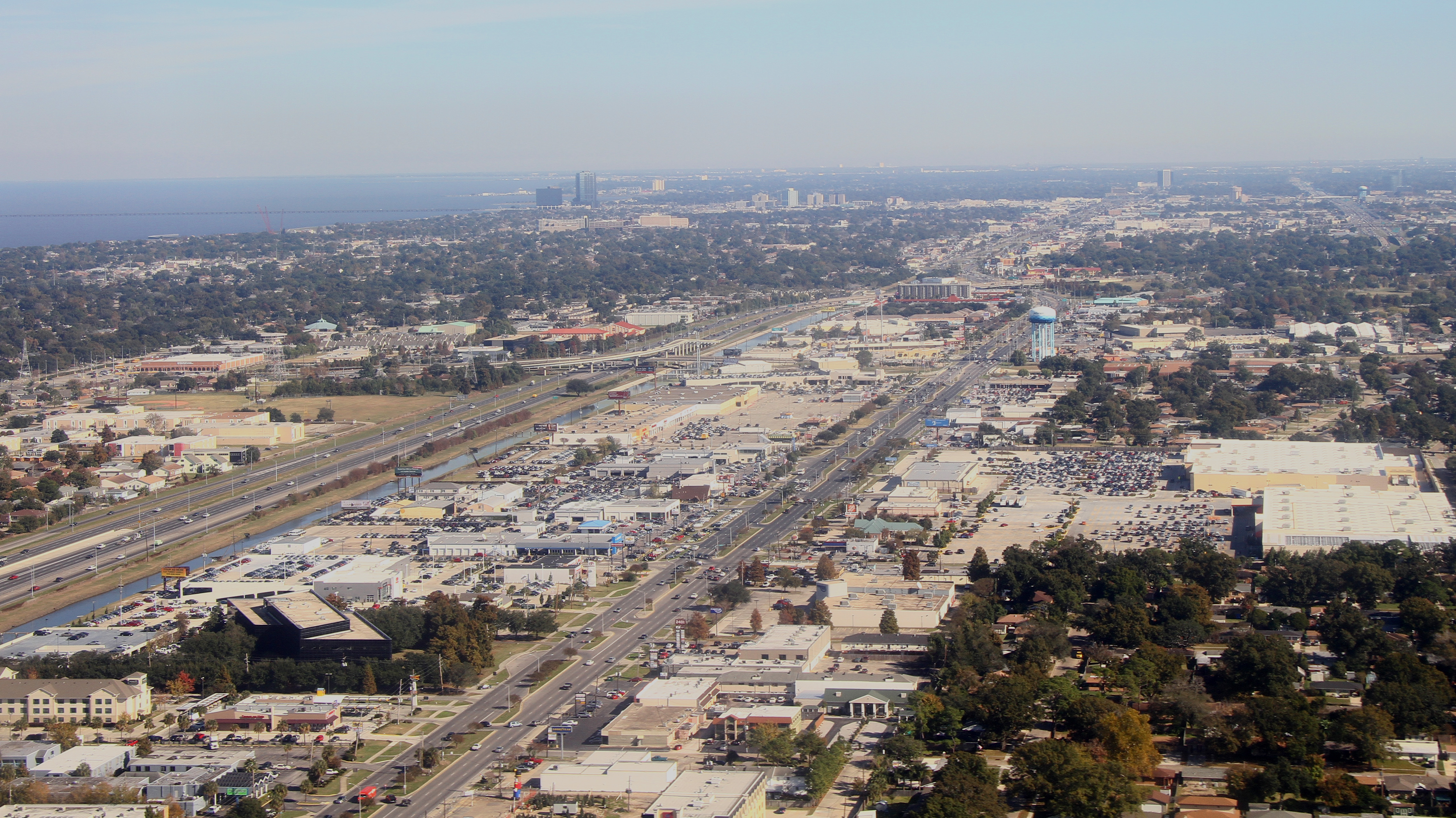
ケナー市上空からニューオーリンズ方面

ケナー（Kenner）は、アメリカ合衆国ルイジアナ州のジェファーソン郡にある都市。人口は6万6448人（2020年）。ニューオーリンズの郊外に位置し、メテリーを合わせて、国勢調査上の「ニューオーリンズ都市圏」を形成している。ニューオーリンズ都市圏の主たる空港であるルイ・アームストロング・ニューオーリンズ国際空港が市内にある。

## 地理
ケナーは、ジェファーソン郡の西部、北緯30度0分35秒 西経90度15分2秒 / 北緯30.00972度 西経90.25056度に位置する。東隣はメテリー地区、リバーリッジ市と接し、西隣はセントチャールズ郡、北はポンチャートレイン湖、南はミシシッピ川と接している。
アメリカ合衆国統計局によると、ケナー市の総面積は、39.4km² (15.2mi²) である。このうち 39.2km² (15.1mi²) が陸地で、0.3 km² (0.1 mi²) (0.7%)が水地域である。

## 名前の由来と歴史
ケナー市は、1855年に設立された。名前は、設立者のマイナー・ケナーに由来している。ケナーとその家族は、当時この土地に3つのプランテーションを所有していた。当時のこの地域北部一帯は湿地帯(スワンプ)であった。

## 人口動勢
2000年の国勢調査で、ケナーの人口は70,517人、18,469家族が地域内に住んでいる。都市の規模としては、ルイジアナ州で7番目である。
人口密度は1,798.3人/km² (4,659.0人/mi²)。人種構成は、白人68.12%、ヒスパニックまたはラテン系13.62%、アフリカン・アメリカン22.55％、アジア2.84%、ネイティブ・アメリカン0.40%、太平洋諸島系0.06%、その他人種が3.80%、複数の人種の混血が2.24%である。